# Triglitz
Triglitz ist eine Gemeinde im Landkreis Prignitz in Brandenburg. Sie wird vom Amt Putlitz-Berge mit Sitz in der Stadt Putlitz verwaltet.

## Geografie
Die Gemeinde Triglitz liegt zwischen den Städten Putlitz und Pritzwalk. Durch das Gemeindegebiet fließt die Kümmernitz südwestlich in Richtung Dömnitz.

## Gemeindegliederung
Zur Gemeinde Triglitz gehören die Ortsteile
- Mertensdorf mit dem bewohnten Gemeindeteil Schmarsow
- Silmersdorf mit dem bewohnten Gemeindeteil Neu Silmersdorf
- Triglitz mit dem bewohnten Gemeindeteil Klein Triglitz

## Geschichte
Im Jahre 1407 wurde der Ort unter dem Namen Trygglitze erstmals erwähnt.
Triglitz gehörte seit 1817 zum Kreis Ostprignitz in der Provinz Brandenburg und ab 1952 zum Kreis Pritzwalk im DDR-Bezirk Potsdam. Seit 1993 liegt die Gemeinde im brandenburgischen Landkreis Prignitz.
Am 31. Dezember 2001 bildeten die Gemeinden Mertensdorf, Silmersdorf und Triglitz die neue (Groß-)Gemeinde Triglitz. Der Zusammenschluss wurde vom Ministerium des Innern des Landes Brandenburg in einer Bekanntmachung vom 12. Oktober 2001 genehmigt.

## Bevölkerungsentwicklung
| Jahr | Einwohner |
| ---- | --------- |
| 1875 | 330       |
| 1890 | 277       |
| 1910 | 283       |
| 1925 | 297       |
| 1933 | 301       |
| 1939 | 279       |

| Jahr | Einwohner |
| ---- | --------- |
| 1946 | 405       |
| 1950 | 408       |
| 1964 | 321       |
| 1971 | 304       |
| 1981 | 251       |
| 1985 | 271       |

| Jahr | Einwohner |
| ---- | --------- |
| 1990 | 258       |
| 1995 | 268       |
| 2000 | 273       |
| 2005 | 567       |
| 2010 | 531       |
| 2015 | 486       |

| Jahr | Einwohner |
| ---- | --------- |
| 2020 | 505       |
| 2021 | 490       |
| 2022 | 499       |
| 2023 | 512       |
| 2024 | 512       |

Gebietsstand des jeweiligen Jahres, Einwohnerzahl: Stand 31. Dezember (ab 1991), ab 2011 auf Basis des Zensus 2011, seit 2022 auf Basis des Zensus 2022

## Politik

### Gemeindevertretung
Die Gemeindevertretung von Triglitz besteht aus acht Gemeindevertretern und dem ehrenamtlichen Bürgermeister. Die Kommunalwahl am 26. Mai 2019 führte zu folgendem Ergebnis:
| Wählergruppe                               | Stimmenanteil | Sitze |
| ------------------------------------------ | ------------- | ----- |
| Aktionsgemeinschaft Silmersdorf            | 49,1 %        | 4     |
| Freie Wählergemeinschaft Triglitz          | 24,9 %        | 2     |
| Einzelbewerber Hans-Ulrich Junker          | 14,4 %        | 1     |
| Einzelbewerberin Manuela Junker-Zimmermann | 11,5 %        | 1     |

### Bürgermeister
- 1998–2003: Manfred Kaulitz[8]
- 2003–2024: Dietmar Prause[9]
- seit 2024: Peter Brockmann[10]

Prause wurde in der Bürgermeisterwahl am 26. Mai 2019 mit 61,9 % der gültigen Stimmen für eine weitere Amtszeit von fünf Jahren wiedergewählt.
Er unterlag bei der Wahl am 9. Juni 2024 mit 30,2 % der gültigen Stimmen dem Einzelbewerber Brockmann. Dieser wurde mit 69,8 % für eine Amtszeit von fünf Jahren neugewählt.

## Sehenswürdigkeiten
In der Liste der Baudenkmale in Triglitz stehen zwei in der Denkmalliste des Landes Brandenburg eingetragenen Baudenkmale, die Dorfkirche und die Wassermühle in Triglitz
Kirche

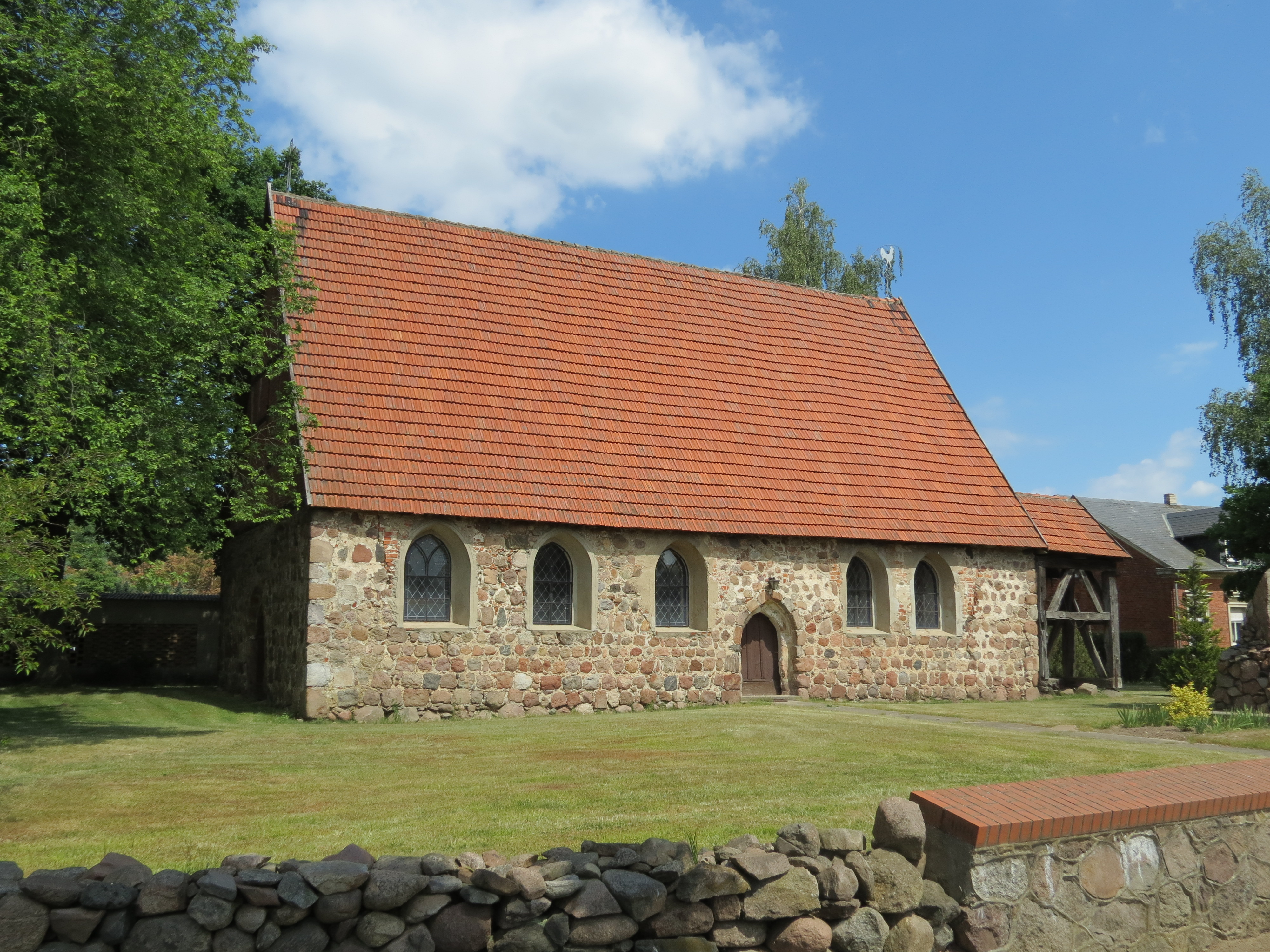
Dorfkirche Triglitz, Südseite

In Triglitz befindet sich eine um 1360 aus Feldsteinmauerwerk errichtete Kirche, die zu den ältesten Dorfkirchen der Prignitz zählt. Sie wurde als Wehrkirche gebaut und diente so den Bürgern zum Schutz bei Raubüberfällen und Kriegssituationen. Im nördlichen Teil des Kirchengrundstückes sind Reste eines hohen Steinwalls auffindbar, die ebenfalls Angreifer abwehren sollten.
Einst waren die Fenster schmale Spitzbogenfenster, heute trifft man auf breitere, im Spitzbogen geschlossene Fenster. Auf der Westseite befindet sich eine Empore, die an das Mittelalter erinnert. Bereits 1422 wurde der Pfarrer Johannes Wolff als Mitglied der Kalandsgesellschaft, einer geistlichen Bruderschaft im Mittelalter, erwähnt. Als Patron der Kirche wird 1540 ein Edler Herr zu Putlitz benannt, zeitgleich war auch Superintendent ein Ganz Edler Herr zu Putlitz.
Angeblich zierte 1604 die erste Kirchenglocke das Gebäude. Diese Jahreszahl war in Spiegelschrift in die Glocke graviert. Eine weitere Glocke trägt die Jahreszahl 1724. Diese wurde von Christian Klüske aus Berlin angebracht und im Zweiten Weltkrieg eingeschmolzen. Mündlicher Überlieferung zufolge wurde der Ostgiebel der Kirche von schwedischen Kanonenkugeln durchschlagen, was durch den nicht vollständig reparierten Durchbruch bis in die 1970/80er Jahre sichtbar war.
An der Eingangstür auf der Straßenseite befindet sich eine wiederbefestigte Abspaltung, die von einem Überfall durch einen schwedischen Offizier samt Soldaten stammen soll, die gewaltsam in die Kirche eindringen wollten. Erzählungen berichten, dass beim Setzen des Gedenksteins für die Gefallenen des Ersten Weltkrieges ein Massengrab entdeckt wurde. Sieben menschliche Skelette sollen unter den Holzbohlen aufgefunden worden sein. Untersuchungen zufolge stammten diese menschlichen Überreste aus dem Dreißigjährigen Krieg. Einen dieser Schädeln zierte ein Myrtenkranz, was vermuten lässt, dass einige Personen einer Hochzeitsgesellschaft durch umherziehende Banden zu Tode kamen. Auf dem Kirchhof sollen sich mehrere solcher Massengräber aus dieser Epoche befinden.
Im Jahre 1680 wurde das erste Kirchenbuch angelegt, das im Pfarrhaus Mertensdorf deponiert wurde. In den 1670/80er Jahren gab es umfangreiche Um- und Anbauarbeiten an der Kirche. In dieser Zeit wurden auch die zwei Emporen errichtet. Die Empore auf der westlichen Seite ist heute nicht mehr vorhanden und man hat auch keine Hinweise über ihren weiteren Verbleib. Bis in die 1950er Jahre hatte die Triglitzer Kirche eine barocke Kanzel mit einer Inschrift auf der Rückseite.
1843 wurde der hölzerne, neben der Kirche befindliche Glockenstuhl neu errichtet. Nach der Herrichtung des Innenraumes durch die Initiative von Pastor Telschow wurde die Kirche am 7. November 1982 neu eingeweiht.
Wassermühle Triglitz

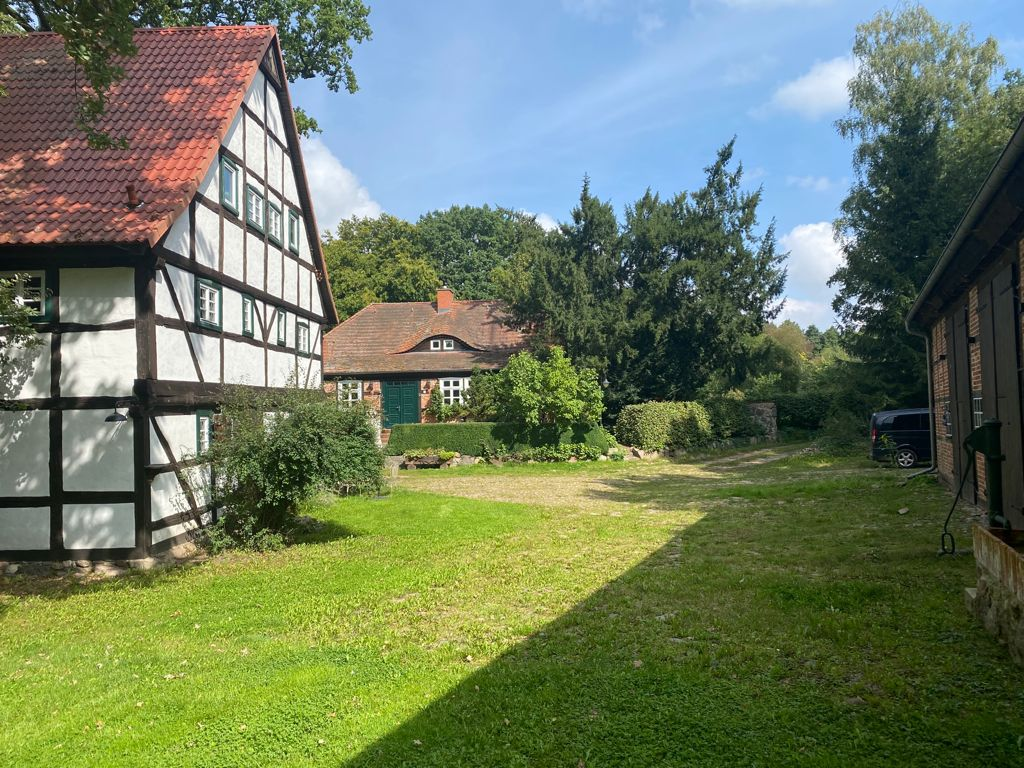
Die Wassermühle in Triglitz

Etwas abseits gelegen, besteht das denkmalgeschützte Mühlenensemble aus einer Fachwerk-Wassermühle erbaut von 1702 bis 1704, einem Wohnhaus von 1778, dem sog. Altenteil, und einer großen Scheune.
Die Geschichte der Triglitzer Wassermühlen reicht bis ins Mittelalter zurück. Bereits im Jahre 1492 wurde eine zum Rittergut von Warnstedt gehörige Wassermühle erwähnt, die jedoch einen anderen Standort hatte. Sie fand 1540 und 1686 weitere Erwähnungen.
Von 1702 bis 1704 wurde unter dem Lehnsmann und Rittergutsbesitzer Warnstedt dann die Wassermühle am heutigen Standort errichtet. Erster Erbpächter von 1706 bis 1740 war der Müllermeister Christian Knaak aus Weißen Gottschow. 1739 wurde ein zweiter Mahlgang in die Mühle eingebaut.
Herr von Warnstedt verkaufte 1740 fast seinen gesamten Boden an die Kirche. Lediglich die Wassermühle und einige Wirtschaftsgebäude blieben davon ausgenommen. Wahrscheinlich wurde die Wassermühle dann bis 1834 von dem Rittergut von Jürgass weiter bewirtschaftet.
1856 erhielt der Erbpächter Müller Knaak die Wassermühle zum Eigentum. 1888 erwarb der Kaufmann Carl Ganzlin aus Grabow die Wassermühle. In diese Zeit dürften wesentliche Umbauten an den Mühlengebäuden, wie die Veränderung des Wohnhauses, fallen. Seit 1893 gehört der Mühlenbereich zur Gemeinde Triglitz.
1907 nahmen die Bauern der umgebenden Dörfer eine genossenschaftlichen Molkerei in Betrieb. An deren Dampfmaschine wurde auch eine Schrotmühle angeschlossen. Dieser Konkurrenz war die alte Wassermühle nicht gewachsen, so dass ihr Betrieb während des Ersten Weltkriegs eingestellt werden musste. Carl Ganzlin junior baute in den 1930er Jahren eine Turbinenanlage zur privaten Stromerzeugung ein. Ende der 1980er Jahre jedoch begann der Verfall der Mühle.
Aus einem völlig ruinösen Zustand wieder zu neuem Leben erweckt und liebevoll denkmalgerecht saniert wurde die Mühle dann ab 1999 von dem Bauunternehmerpaar Heinz und Petra Koebe. Sie sanierten nicht nur die marode Mühle und das Wohnhaus. Auch die Scheune war völlig verfallen. Deshalb kauften sie in einem Nachbardorf eine ähnliche Scheune, nummerierten die Balken, trugen sie ab und errichteten sie auf dem Mühlengrundstück 2005 wieder neu.
Heute wird die Wassermühle Triglitz als Ferien- und Seminarhaus genutzt. In der Scheune finden verschiedene Veranstaltungen statt.
Es wird deutlich, dass die Wassermühle Triglitz zu den ältesten und wichtigsten orts- und regionalhistorischen Zeugnissen gehört. Nur wenige Profanbauten aus der Zeit um 1700 blieben in den Dörfern der Region erhalten. Wie kaum ein anderer Bau dokumentiert die Wassermühle daher die jahrhundertealte Geschichte von Triglitz und der umgebenden Gemeinden. Die Wassermühle nahm über viele Generationen eine zentrale Stellung im von den Produktionsabläufen der Landwirtschaft geprägten Leben der Dorfbewohner ein.
Die Wassermühle in Triglitz dokumentiert das frühe Müllergewerbe dieser Region. Die überkommene sehr einfache Verarbeitungstechnik, d. h. der ausschließliche Einsatz von Mühlsteinen in ihrer ursprünglichsten Form in Verbindung mit vermutlich ebenso einfachen Siebeinrichtungen, vermutlich Beutelwerken, dokumentiert eine Technik des späten 18. Jahrhunderts, die keine hohen Ansprüche an Vielfalt und Qualität des Produktes zuließ.

## Verkehr
Durch Triglitz verläuft das 2005 zur Landesstraße 111 abgestufte ehemalige Teilstück der Bundesstraße 321 zwischen Putlitz und Pritzwalk. Nördlich des Ortsteils Silmersdorf verläuft die Bundesautobahn 24 Berlin–Hamburg, die über die Anschlussstellen Putlitz und Meyenburg erreichbar ist.

## Persönlichkeiten
- Friedrich Langhoff (1818–1887), Gutsbesitzer in Schmarsow, Reichs- und Landtagsabgeordneter, in Schmarsow geboren
- Otto Jaap (1864–1922), Pflanzenforscher, in Triglitz geboren[18]
- Richard Kackstein (1903–1966), Politiker (NSDAP), in Triglitz geboren